# Democratic Congress Party
Democratic Congress Party var ett politiskt parti i delstaten Haryana i Indien. Det bildades 30 december 2003 då Nationalist Congress Partys ende ledamot i delstatsförsamlingen, Jagjit Singh Sangwan, bröt sig ur. Samma dag bildades Haryana Republican Party.
Många såg DCP som en kvasistruktur, vars mål var att gå runt den indiska antipartibyteslagen (Anti-Defection Law) för att möjliggöra Sangwans övergång till Kongresspartiet. I Lok Sabhavalet 2004 nominerade DCP kandidater, som senare drogs tillbaka. Efter valet slog Sangwan samman DCP med Kongresspartiet, men Haryanas talman genomskådade bluffen och avstängde Sangwan (och fem andra ledamöter som gått över till Kongresspartiet) under Anti-Defection Law. Således misslyckades Kongresspartiets försök att vinna majoritet i Haryanas delstatsförsamling.